# Estación El Alcalde
El Alcalde es una estación ferroviaria ubicada en la localidad homónima, Departamento Río Primero, Provincia de Córdoba, Argentina.
El edificio de la estación se encuentra usurpado y en un buen estado de preservación.

## Servicios
Fue inaugurada en 1930 por el Ferrocarril Central Norte Argentino. En 1948 se transfirió al Ferrocarril General Belgrano. Sus vías e instalaciones están a cargo de la empresa estatal Trenes Argentinos Infraestructura.
Hasta el año 1977 circulaban por sus vías trenes de pasajeros hacia Santa Fe, Balnearia, y Alta Córdoba. Actualmente no brinda servicios de pasajeros ni de cargas.
Se encuentra precedida por la Estación Villa Santa Rosa y le sigue el Apeadero Tinoco.